# Гусаров, Михаил Петрович
Михаил Петрович Гусаров (1892 — ?) — русский офицер. Герой Первой мировой войны. Участник Гражданской войны на стороне РККА.

## Биография
Родился в 1892 году в Великолуцком уезде, Псковской губернии. Учился в Нарвской мужской гимназии и Юрьевском университете.
На военной службе с 11 августа 1914 года. Участник Первой мировой войны, охотник-вольноопределяющийся 1-го разряда Лейб-гвардии Егерского полка. С 1915 года старший унтер-офицер Каспийского 148-го пехотного полка.
19 ноября 1915 года приказом по 8-му армейскому корпусу № 325 за храбрость был награждён Георгиевским крестом IV степени за № 400378 "за апрельские и майские бои 1915 года", III степени за № 4826, II степени за № 26939 и I степени за № 12548:
За подвиги, мужество и храбрость, проявленные в боях с 23 по 25 мая 1916 года
8 ноября 1915 года за «боевые отличия» произведен в прапорщики. С 14 февраля 1916 года обер-офицер 7-й роты 60-го Замосцкого пехотного полка. С 20 июля 1916 года начальник команды разведчиков. 12 декабря 1916 года произведён в подпоручики. 23 февраля 1917 года назначен командиром 11-й роты 60-го  Замосцкого пехотного полка. 16 апреля 1917 года за храбрость приказом по Армии и Флоту по удостоверению Петроградской Георгиевской думы был награждён Георгиевским оружием:
За то, что в бою 25 мая 1916 года у кол. Подгайцы, командуя разведчиками полка пробравшись к проволочным заграждениям противника, под сильным обстрелом. Проделал проходы, во время атаки примером же личного мужества, увлекая за собой солдат соседних рот, бросился с разведчиками на неприятельский окоп и штыками и бомбами выбил врага, захватив действующий пулемёт, повернул его в сторону неприятеля, и преследуя его вошёл в г. Луцк, продолжая выбивать австрийцев из за домов
19 июля 1917 года произведён в поручики. С 31 июля 1917 года обер-офицер 6-го Особого пехотного полка в составе Русского экспедиционного корпуса во Франции.
2 октября 1917 года приказом по Армии и Флоту за храбрость был награждён Орденом Святого Георгия IV степени:
За то, что в ночном бою 19 апреля 1917 года командуя отрядом охотников под убийственным ружейным и пулемётным огнём противника, прорвался сквозь его проволочные заграждения и обойдя фланг и выйдя в тыл врага, атаковал немцев, упорно защищавших деревню Волошкани, и тем решил победу, деревня была взята
Участник Гражданской войны. В 1919 году  командир 1-й кстрелковой дивизии РККА, участник Видлицкой операции. 20 сентября 1919 года за храбрость Приказом РВСР № 233 был награждён  Орденом Красного Знамени РСФСР.